# Jadrin
Jadrin' (in russo Ядрин?, in ciuvascio Етĕрне, in lingua mari Ядырна, in lingua mari occidentale Йӓдӹрнӓ), è una città della Russia europea centrale, capoluogo dello Jadrinskij rajon, in Ciuvascia. Sorge sulle rive del fiume Sura, a circa 60 chilometri dal capoluogo Čeboksary.
Fondata nel 1590 come fortezza di frontiera del Regno russo, ricevette lo statuto di città nel 1780; secondo le stime del censimento del 2010, contava una popolazione di circa 9 500 abitanti.